# Jorge de Albuquerque
Jorge de Albquerque (... – 1525) è stato un militare portoghese.
Governatore di Cochin, è noto per aver scoperto le Molucche nel 1513.